# جاکومو گایونی
جاکومو گایونی (ایتالیایی: Giacomo Gaioni; ۲۶ آوریل ۱۹۰۵ – ۱۴ نوامبر ۱۹۸۸) دوچرخه‌سوار اهل ایتالیا بود.
وی در مسابقات کشوری و بین‌المللی در مجموع برندهٔ ۱ مدال طلا شده‌است.